# Subaltern (litteratur)
För andra betydelser av ordet subaltern, se uppslagsordet Subaltern
Subaltern är ett begrepp av Gayatri Chakravorty Spivak i postmodern litteraturkritik. Begreppet förväxlas ofta med underordning, men betecknar i själva verket en särskild typ av underordning, alternativt en särskild aspekt av underordning, nämligen en typ av röstlöshet som underordnade grupper upplever när de inte ges möjlighet att artikulera sina egna politiska intressen. Istället får dessa dominerade grupper ofta se sig representerade av dominerande grupper, som använder representationen av de subalterna för att föra fram sina egna intressen. Begreppet används bland annat i postkolonial teori.
Begreppet subaltern kommer från marxisten Antonio Gramsci som använde det för att beteckna det icke-organiserade proletariatet på den italienska landsbygden. Denna term har sedan använts av indiska marxister (the subaltern studies group) för att diskutera de indiska böndernas uppror mot den koloniala ordningen.